# Rastlinstvo in živalstvo Zimbabveja
Rastlinstvo in živalstvo Zimbabveja se pojavljajo predvsem na oddaljenem ali razgibanem terenu, v narodnih parkih in zasebnih rančih za divje živali, v gozdovih miombo in trnati akaciji ali osamelcih. Med pomembnejšimi divjimi živalmi so kafrski bivoli, afriški sloni, črni nosorogi, južne žirafe, afriški leopard, lev, zebra in več vrst antilop.
Zakon o ohranjanju divjih živali iz leta 1960 je zmanjšal izgubo divjih živali v Zimbabveju. V 1990-ih je Zimbabve postal vodilni v Afriki na področju ohranjanja in upravljanja divjih živali. Leta 2006 je država poročala, da letno ustvari 300 milijonov ameriških dolarjev od svojih divjih živali na zavarovanih območjih, podeželskih in skupnostnih območjih za upravljanje divjih živali ter na zasebnih rančih in rezervatih. Za to dejavnost in odločanje o političnih vprašanjih je odgovoren 12-članski odbor za parke in divje živali v okviru Ministrstva za okolje in upravljanje naravnih virov.
Zimbabvejski organ za parke in upravljanje prostoživečih živali v okviru odbora ima zahtevno nalogo nadzora nad dejavnostmi, povezanimi z desetimi narodnimi parki, devetimi rekreacijskimi parki, štirimi botaničnimi vrtovi, štirimi safari območji in tremi zavetišči. Ta območja se skupaj imenujejo Posestvo prostoživečih živali, ki pokriva površino približno 47.000 km2 , kar ustreza 12,5 % celotne površine države.
Vendar pa poročila National Geographic News kažejo na zaskrbljujoč trend zmanjševanja prostoživečih živali kot posledica »nacionalnega gospodarskega zloma«, ki vodi do prekomernega izkoriščanja virov prostoživečih živali za kritje državnih financ.

## Pravni predpisi
Uprava za ohranjanje prostoživečih živali je sprva varovala in ohranjala prostoživeče živali v Zimbabveju kot 'kraljevo igro', kar se je kasneje spremenilo v popoln državni nadzor. Vendar je to povzročilo težave lokalnemu prebivalstvu, ki je bilo za preživetje v celoti odvisno od gozdov, saj so bili izključeni iz uporabe avtohtonih virov prostoživečih živali in postopoma izključeni tudi iz skoraj polovice kopenske baze države. To je resno vplivalo na trajnostno izkoriščanje virov prostoživečih živali, saj so se lokalni prebivalci zatekli k nezakonitemu krivolovu. Vendar pa je v 1960-ih gospodarska ozaveščenost povzročila premik politike pri upravljanju prostoživečih živali v državi, ko je bil uveden Zakon o ohranjanju prostoživečih živali. Sledil je Zakon o parkih in prostoživečih živalih iz leta 1975, ki je lastnikom zemljišč omogočil »pravico do upravljanja prostoživečih živali v lastno korist, s čimer je zagotovil ekonomsko utemeljitev za okrepitev znanstvenih, estetskih in moralnih utemeljitev za ohranjanje prostoživečih živali«. Zakon o parkih in prostoživečih živalih iz leta 1975 je bil leta 1982 spremenjen in konsolidiran, v katerem so bile navedene nekatere živali, ki jih je treba zaščititi. Lov na živali je prepovedan, razen s posebnim dovoljenjem, ki ga izda minister za znanstvene ali izobraževalne namene ali za vzrejo sokolov v ujetništvu, izvoz živih živali in njihovo ponovno naseljevanje, upravljanje prostoživečih živali ali zaščito premoženja. Določba vključuje tudi odvzem avtohtonih rastlin, lov na živali in regulacijo ribolova. K zakonu so bili izdani podrobni predpisi.

## Posestva za divje živali
Posestva za divje živali vključujejo enajst narodnih parkov: narodni park Chimanimani (vključno z rezervatom Eland), narodni park Chizarira, narodni park Gonarezhou, narodni park Hwange, narodni park Kazuma Pan, narodni park Mana Pools, narodni park Matusadona, narodni park Matobo, narodni park Nyanga ter narodna parka Viktorijini slapovi in Zambezi.

### Narodni park Chimanimani
Narodni park Chimanimani meji na Mozambika na najjužnejšem delu Vzhodnega višavja. Gre za gorato območje z višino vrhov 2436 metrov in je vir številnih potokov in izvirov, ki bogatijo okolje parka z naravnimi slapovi, kot so slapovi Bridal Veil v rezervatu Eland. Odpira se tudi pogled na gorovje Pork Pie in slapove Bridal Veil, ki padajo 50 metrov globoko v približno 10 m široko podnožje. Pragozdna pokritost je gosta, vlažna in zimzelena. Dostopen je le s pohodništvom po hribovskih poteh. Od mesta Mutare je oddaljen 150 kilometrov. Poleg metuljev, ptic, kač in sramežljivih mačk ima favno, kot so navadni eland, sobolj (Martes zibellina), imbabala (Tragelaphus sylvaticus), modri duiker (Philantomba monticola), Oreotragus oreotragus in tudi leopard.

### Narodni park Chizarira
Narodni park Chizarira je v severozahodnem Zimbabveju, pokriva pragozdno območje s površino 192.000 hektarjev; Chizarira pomeni 'velika pregrada'. Čeprav je eden največjih parkov, je v oddaljenem pobočju Zambezija in ponuja obsežne razglede na doline, soteske, planote in poplavne ravnice. Med velikimi živalmi so sloni, levi, leopardi in bivoli. Med pticami so afriški širokokljun (Smithornis capensis), Livingstonov muhar (Erythrocercus livingstonei), zahodni nikator (Nicator chloris), smaragdna kukavica (Chrysococcyx cupreus), afriška pita (Pitta angolensis) in sokol Falco fasciinucha.

### Narodni park Gonarezhou
Narodni park Gonarezhou, ki obsega približno 5000 km2, leži v jugovzhodnem Zimbabveju v odročni regiji ob meji z Mozambikom in je drugi največji tak park v državi; prvi in največji park je narodni park Hwange. Gonarezhou v jeziku Šonov pomeni 'slonov okel' (ki so ga zeliščarji uporabljali za shranjevanje svojih zdravil) in pomeni tudi 'kraj mnogih slonov'. Habitat parka sestavljajo opičji kruhovec, grmičevje in peščenjakovi klifi v veldu. Park je zelo velik, na razgibanem terenu in zato ni prizadet zaradi človeškega vmešavanja. Park je znotraj dela čezmejnega parka Veliki Limpopo, mirnega parka, ki povezuje Gonarezhou s Krugerjevim narodnim parkom v Južni Afriki in narodnim parkom Limpopo v Mozambiku. Živali se prosto gibljejo med tremi zavetišči. Bogastvo divjih živali v parku sestavlja 500 vrst ptic, 147 vrst sesalcev, več kot 116 vrst plazilcev, 34 vrst žab in 49 vrst rib. V rekah in kotanjah parka živijo edinstvene vrste vodne favne, kot so morski bik (Carcharhinus leucas), Brachygobius xanthomelas, Acanthopagrus butcheri in Nothobranchius furzeri'.

### Narodni park Hwange
Narodni park Hwange (prej narodni park Wankie), ustanovljen leta 1929 s površino 14.650 km2, je največji park in rezervat divjadi v Zimbabveju v jugozahodnem delu države. Park leži ob glavni cesti med Bulawayom in znanimi Viktorijinimi slapovi. V 19. stoletju je bilo lovišče bojevniškega kralja Ndebele Mzilikazija in je poimenovan po lokalnem poglavarju Nhanzwa. Park leži blizu roba puščave Kalahari, regije z malo vode in zelo redko, kserofilno vegetacijo. Čeprav je v parku veliko slonov (ena največjih populacij na svetu), gosti tudi 100 vrst drugih sesalcev, vključno z 19 velikimi rastlinojedci in 8 velikimi mesojedci ter 400 vrst ptic; tukaj najdemo vse posebej zaščitene živali Zimbabveja. Skokonoga gazela, rjava hijena in afriški hijenski pes se pojavljajo v precej velikem številu (populacija afriških hijenskih psov naj bi bila ena največjih preživelih skupin v Afriki). Zelo velika populacija slonov je zaskrbljujoča, saj so v sušnih letih breme za ekološko ravnovesje regije. Izvaja se pokol slonov, da se populacija slonov omeji na 13.000 (manj kot 1 na km2); v primerjavi s priporočeno populacijo 35.000–40.000 živali (0,6 na km2) za celotno državo. Poleg iztrebljanja je druga predlagana možnost za nadzor populacije slonov sterilizacija. Naravovarstveniki, ki pokrivajo to območje, so izrazili tudi zaskrbljenost zaradi obsežnega »krčenja gozdov, krivolova in netrajnostnega izkoriščanja virov«, ki se dogaja v tem narodnem parku, kar se pripisuje politični in gospodarski nestabilnosti.

### Narodni park Kazuma Pan
Narodni park Kazuma Pan obsega 31.300 hektarjev in je v severozahodnem kotu Zimbabveja, med narodnima parkoma Kazungula in Hwange ter jugozahodno od Viktorijinih slapov. V osnovi je bil razvit kot varno zatočišče za živali med lovsko sezono, saj je predstavljal podaljšek območja safarija Matetsi. Ima vrsto kotanj, ki bogatijo podtalnico, ki se nato črpa v sušnem obdobju. Ima največjo koncentracijo približno 2000 bivolov, pa tudi slonov in nosorogov. Druge vrste divjih živali, ki jih vidimo tukaj, so: lev, leopard, žirafa, zebra, skokonoga gazela, antilopa, sobolj, antilopa Damaliscus lunatus lunatus in Redunca ter navadni eland. Oribi, majhna antilopa, endemična vrsta, je v kotlinah redko opažena, saj je tam veliko različnih vodnih ptic, kot so štorklje, pavji žerjav, hoduljarji (Himantopus), kormorani, race in vodomci, zaradi česar je to privlačno območje za opazovanje ptic.

### Narodni park Mana Pools
Narodni park Mana Pools, ki je na seznamu Unescove svetovne dediščine, se razteza na površini 2196 km2 (kot del 10.500 km2 velikega parka in posestva za divje živali, ki se razteza od jezu Kariba na zahodu do meje z Mozambikom na vzhodu), in je v območju spodnjega toka reke Zambezi v Zimbabveju, kjer se poplavna ravnica po vsaki deževni sezoni spremeni v široko jezersko območje. Ko se jezera postopoma izsušijo in umikajo, regija privablja številne velike živali, ki iščejo vodo, zaradi česar je eno najbolj znanih območij za opazovanje divjadi v Afriki. V jeziku Šonov mana pomeni 'štiri' in se nanaša na štiri velika stalna jezera, ki jih tvorijo vijugasta reka z mrtvicami na srednji reki Zambezi. Območje safarija Dande (532 km2), ustanovljeno leta 1968, in območje safarija Urungwe (2870 km2), ustanovljeno leta 1976, mejita na ta park. Habitat parka sestavljajo otoki, peščeni bregovi in jezera, obdani z gozdovi mahagonija, divjih fig, ebenovcev in opičjih kruhovcev. Aluvialni nanosi vzdolž Zambezija imajo trnovo akacijo z bolj raznolikimi gozdovi z vrstami Kigelia africana in Trichelia emetica na zgornjih aluvialnih plasteh. Park ima največjo koncentracijo povodnih konj in krokodilov v državi, pa tudi velike populacije sesalcev v sušnem obdobju, kot so sloni in kafrski bivoli. Tukaj najdemo lisasto hijeno, medarskega jazbeca, bradavičarko, zakrinkano svinjo (Potamochoerus larvatus), zebro in številne vrste antilop. Ptičje življenje obsega 380 vrst, med katerimi so Agapornis lilianae, Nicator chloris, Glareola nuchalis', kačar Circaetus cinerascens in Erythrocercus livingstonei.

### Narodni park Matusadona
Narodni park Matusadona, lovski rezervat od leta 1963, je bil leta 1975 razglašen za narodni park in pokriva površino 1400 km2. Na jugu ga omejuje komunalno območje Omay, na severu zajezitveno jezero Kariba, na vzhodu reka Sanjati in njena soteska, na zahodu pa reka Ume. Ima tri ekološke cone, in sicer prvo cono ob jezeru in obalnem travniku, drugo cono dno doline Zambezi, ki ga sestavlja gosto gozdno območje Combretum in mopane (z redko travnato odejo), in tretjo cono obrobja gozdov Julbernadia in Brachystegia.
V parku živijo črni nosorog, sloni in bivoli. Druge vrste so nočna opica, medarski jazbec, cibetovke, severoafriška ženeta (Genetta genetta), vzhodnoafriški mungo (Herpestes sanguineus), Progasti mungo, lisasta hijena, serval, lev, afriški leopard, pečinar Heterohyrax brucei, zebra, bradavičarka, Sylvicapra grimmia, Raphicerus sharpei, Oreotragus oreotragus, elipsasta obvodna antilopa (Kobus ellipsiprymnus), imbabala (Tragelaphus sylvaticus), grmiščni zajec (Lepus saxatilis), afriški ježevec (Hystrix cristata), zamorska mačka, medvedji pavijan (Papio ursinus), progasti šakal (Lupulella adusta), veliki povodni konj, konjska antilopa (Hippotragus equinus), kudu in veverice, vidra Aonyx capensis, belorepi mungo (Ichneumia albicauda), Redunca arundinum, črna grivasta antilopa (Hippotragus niger), navadni eland, karakal in druge; redko opazimo afriškega hijenskega psa, geparda, konjsko antilopo in pasavca.

### Narodni park Matobo
Narodni park Matobo je del Unescovega zavarovanega območja Matubo Hills, ki je postal narodni park, ki pokriva površino 44.500 hektarjev in je bil ustanovljen leta 1953. Ima izključno »območje intenzivne zaščite« za zaščito velike populacije črnih in belih nosorogov. Ime Matobo pomeni 'plešaste glave' in ga je izbral kralj Matabelelanda Mzilikazi, čigar grob leži v hribih Matobo v bližini parka.
Hribovje Matobo vključuje vrsto kupol, zvonikov in uravnoteženih skalnih formacij, ki so nastale zaradi erozije in preperevanja znotraj granitne planote. Ima raznoliko vegetacijo, vključno z mopanami, akacijami, brahistegijami, figovci, azanzami, zizifusi, strihnosom in terminalijami. Poleg nosorogov park podpira tudi veliko število živalskih vrst, vključno z zebrami, gnuji, žirafami, kuduji, antilopami eland, antilopami, leopardi, hijenami, gepardi, povodnimi konji, bradavičarkami, pečinarji, obvodnimi antilopami, afriškimi divjimi mačkami, zajci, dukerji, krokodili, pavijani in opicami. Park je bogat tudi s pticami, vključno s črnimi orli, afriškimi jezerci, afriški orli, tajniki, beloprsimi vranami (Corvus albus), nilskimi gosmi, frankolini in tkalci. Med ribjimi vrstami v parku so ostriži, plaskanke, orade, somi in Melanochromis robustus. Park ima številne jezove, kot so jez Maleme, jez Mthselele, jez Toghwana in jez Mesilume, ki imajo vsi kampe.

### Narodni park Nyanga
Narodni park Nyanga v Vzhodnem višavju Zimbabveja, je približno 268 kilometrov oddaljen od Harareja (povezan z asfaltno cesto) in je sestavljen iz valovitega zelenega gričevja s stalnimi rekami, ki se raztezajo skozi 47.000 hektarjev velik park. Park leži med 1800 in 2593 metri nadmorske višine in ima zdravo gorsko podnebje. Bogat je z rastlinstvom in živalstvom. Živalske vrste, ki jih vidimo v parku, so antilope, gnu, kudu, zebra, impala, sobolj in eland. Reke v parku imajo sladkovodne ribe, kot je postrv Nyanga. Znamenitosti parka za obiskovalce so: gora Nyangani (2593 m), slapovi Nyangombe, slapovi Mutarazi, soteska in slapovi Pungwe, slapovi Nyamuziwa, utrdbi Nyangwe in Chawomera ter ribogojnica postrvi v bližini jezu Purdon.

### Viktorijini slapovi in narodni park Zambezi
Narodna parka Viktorijini slapovi in Zambezi, ki sta na Unescovem seznamu svetovne naravne dediščine, sta na zahodnem robu Zimbabveja; skupaj pokrivata 56.000 hektarjev površine, ki jo omejuje reka Zambezi, ki meji na Zambijo. Slapovi in narodni park Pa sta na južnem bregu reke Zambezi. Viktorijini slapovi, eno od sedmih naravnih čudes sveta, so široki 1,7 kilometra, se v sotesko spuščajo v višino 70–108 metrov in jih tvori pet različnih 'slapov', od katerih so štirje v Zimbabveju. Porečje slapov sestavljajo deževni gozdovi z bogatimi in edinstvenimi vrstami rastlinstva in živalstva. Rastlinstvo sestavljajo vrste figovec, mahagonija in datljevih palm. Znamenitost je veliko drevo opičji kruhovec v bližini slapov, ki ima premer 16 m in višino 20 metrov. Pomembne divje živali v parkih so sloni, levi, bivoli, leopardi in beli nosorogi, poleg čred antilop, elandov, zeber, žiraf, kudujev, vodnih jelenov in impal. Reka Zambezi je bogata z ribjo favno, kot sta orada in tigrovka (Hydrocynus vittatus).

## Rastlinstvo
Vegetacija oziroma flora je v Zimbabveju na splošno enotna. V osrednji in zahodni planoti prevladujeta grmičevje ali trnova akacijeva savana in miombo ali suhi odprti gozdovi. Na jugu in jugovzhodu, ki sta suhi nižini, sta razširjena trnovo grmičevje in opičji kruhovci. Med rastlinskimi vrstami, ki jih pogosto vidimo v državi, so kaktusom podobne evforije, 30 vrst aloj, divje cvetlice, obilica jacarand in sukulente ter palme.
Prevladujoče lesnate vrste, opažene v severozahodnem Matebelelandu, regiji Sebungwe, v dolini reke Zambezi in v nacionalnem parku Gonarezhou, so: C. mopane, B. plurijuga, Guibourtia coleosperma, Pterocarpus angolensis in vrste akacije, Julbernadia globiflora, Brachystegia boehmii, Erythrophleum africanum, P. angolensis, B. africana, Kirkia acuminata, Adansonia digitata, Screrocarya birrea, B. massaiensis, D. condylocarpon, T. sericea in vrste Combretum. Brachystegia allenii, J. globiflora, C. apiculatum, Terminali stuhlmannii in Acacia tortlis, Grewia spp., Terminalia prunioides, S. birrea, Commiphora spp., A. nigrescence, A. digitata in T. sericea.
Nekatere vrste cvetnic Zimbabveja so: Conyza sumatrensis, Hesperantha coccinea (rečna lilija) in Strychnos spinosa. Ognjena lilija (rod Gloriosa) bujno raste po vsej državi in je zato označena kot nacionalna roža Zimbabveja. Je vzpenjajoča se lilija, ki doseže višino 2,4 metra in ima svetlo rdeče in rumene cvetne liste.